# Trevor Duke-Moretz
Trevor Duke-Moretz (* 13. September 1986 in Atlanta) ist ein US-amerikanischer Filmschauspieler.

## Biografie
Trevor Duke Moretz wurde als Sohn von McCoy Moretz und Teri Duke Moretz in Atlanta geboren und wuchs in Cartersville (Bartow County) auf. Er hat mit Brandon (* 1982), Colin, Ethan (* 1992) und Chloë vier Geschwister. Seine Schwester Katy Jane Moretz verstarb bereits einen Tag nach ihrer Geburt.
2001 bewarb er sich an der Professional Performing Arts School in New York und wurde dort angenommen. So zogen Mutter Teri, Schwester Chloë und er an die Ostküste. Doch bereits 2003 zogen sie an die Westküste, wo sich Vater McCoy als Schönheitschirurg niedergelassen hatte. Dort spielte der 191 cm große Trevor Duke Moretz zwischen 2004 und 2009 unter dem Namen Trevor Duke in zehn Produktionen mit. Duke Moretz gilt unter allen Geschwistern als der engste Vertraute seiner Schwester und ist seit 2002 deren Schauspiellehrer. Duke Moretz begleitet diese bei Filmproduktionen und -aufführungen, wenn beispielsweise die Eltern verhindert sind. Zusammen mit der Mutter trat er 2011 in die Filmproduktionsfirma Treetop Productions ein. So waren Trevor Duke Moretz und Teri Moretz 2011 auch Coproduzenten des Filmes Hick, bei dem er auch als Trainer seiner Schwester fungierte. Im Jahr 2013 erscheint der von Treetop Productions produzierte Film The Rute.

## Filmografie (Auswahl)
- 2005: Alias – Die Agentin (Fernsehserie)
- 2006: Big Bad Wolf
- 2009: Youth in Revolt (Fernsehserie)